# Anomala albopilosa
Anomala albopilosa är en skalbaggsart som beskrevs av Hope 1839. Anomala albopilosa ingår i släktet Anomala och familjen Rutelidae.

## Underarter
Arten delas in i följande underarter:
- A. a. trachypyga
- A. a. sakishimana
- A. a. yonaguniana
- A. a. gracilis
- A. a. yashiroi

## Bildgalleri

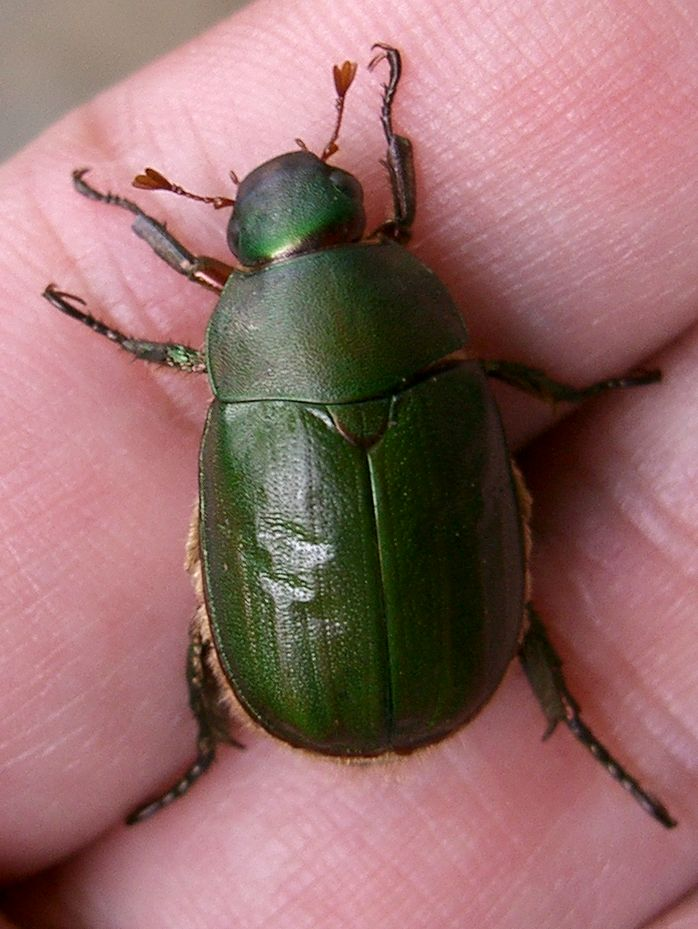
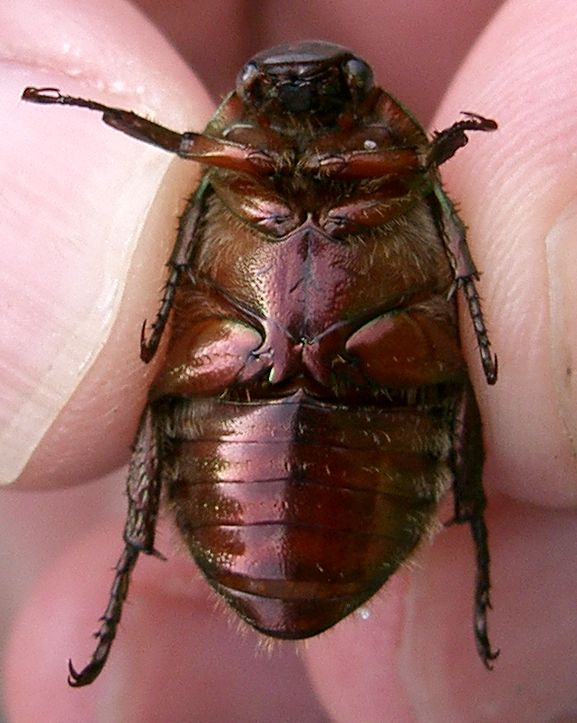